# Andrea Pozzo
Andrea Pozzo (Trento, 30 de novembro de 1642 – Viena, 31 de agosto de 1709) foi um irmão leigo jesuíta e prolífico artista italiano, atuando como decorador, arquiteto, cenógrafo, pintor, professor e teórico, e sendo uma das figuras principais da arte barroca católica. É também conhecido como Andreas Puteus, em sua versão latina, ou Padre Pozzo, embora jamais tivesse sido efetivamente ordenado.
Desde jovem foi inclinado à vida religiosa, ingressando como irmão leigo na Companhia de Jesus em 1665, mas não chegou a fazer os votos maiores e dedicou-se completamente à arte.  Neste campo, também cedo iniciou seu aprendizado, mas seus primeiros anos são escassamente documentados. Depois de ganhar alguma fama no norte da Itália, seu nome se consagrou em Roma, onde realizou obras que serviram de modelo para gerações. Mais tarde se transferiu para a Áustria, onde também deixou uma contribuição importante. É particularmente lembrado pelas suas grandes composições de perspectiva ilusionística que pintou em tetos de igrejas e palácios, destacando-se a Glorificação de Santo Inácio na Igreja de Santo Inácio de Loyola em Roma e a Apoteose de Hércules no Palácio Liechtenstein, em Viena.  No campo da teoria, sistematizou suas técnicas em seu tratado Perspectiva Pictorum et Architectorum (em dois volumes, 1693–1700). Tanto suas pinturas como o tratado exerceram uma vasta influência sobre outros artistas, sendo imitado não só na Europa mas também no Oriente e em especial na América Latina, onde a presença missionária jesuíta foi marcante. Depois de um período de relativo esquecimento, a partir de meados do século XX sua obra passou a receber novamente considerável atenção da crítica especializada.

## Biografia

### Primeiros anos
Andrea Pozzo nasceu em Trento em 30 de novembro de 1642, filho de Jacopo Pozzi e Lucia Bazzanella. Foi irmão de Jacopo Antonio Pozzo (1645–1721), frade  carmelita mais conhecido como Fra Giuseppe Pozzo, que também se notabilizou como pintor e arquiteto.
Aparentemente iniciou sua formação em arte de forma autodidata em sua cidade natal, copiando obras célebres. Frequentou ao mesmo tempo a escola jesuíta, com escasso aproveitamento. Para aperfeiçoar-se na arte, em 1660 seu pai o colocou como discípulo de um pintor, não identificado, e pode ter estudado com mais de um artista. Também parece que se envolveu com o teatro, daí derivando seu interesse por cenografia e pintura ilusionística. No ano seguinte tentou ingressar na ordem dos carmelitas, sendo rejeitado por sua constituição frágil.
Entre 1662 e 1664 viveu entre Como e Milão, como aprendiz de outro pintor, possivelmente Giovanni Ghisolfi. Nesta época pintou doze meias-figuras de anciãos e apóstolos, expostas no oratório de Santa Maria, em Milão. Ao fim desses anos passou a viver como protegido de um nobre amante das artes, podendo contar com maior liberdade de ação e tempo para estudar com mais profundidade as obras dos grandes mestres das galerias milanesas. Desta época é sua Fuga para o Egito, por encomenda da igreja carmelita de Trento.
Entrou para o noviciado da Companhia de Jesus de Gênova como irmão leigo em 23 de dezembro de 1665. Nos anos seguintes, além de executar as tarefas humildes próprias de um noviço, incluindo a de cozinheiro, trabalhou vendendo pinturas para obter rendas para a sua congregação e entrou em contato com a obra de Rubens. Quando seu noviciado terminou, em 1668, desejou abandonar a arte para dedicar-se exclusivamente à vida religiosa, mas suas obras foram vistas pelo pintor Luigi Scaramuccia, que persuadiu os jesuítas a incentivarem seu talento. Então se transferiu para Milão, passando a viver na Casa Professa de San Fedele e continuando suas atividades artísticas, produzindo inclusive aparatos cênicos para festividades religiosas que foram muito aclamados.
Em 1672 iniciou um produtivo périplo por cidades da região, entre elas Parma, Veneza e Bolonha, aperfeiçoando seus estudos de perspectiva pictórico-arquitetural, que incluía as técnicas da quadratura (arquiteturas que se abriam para o céu) e di sotto in sù (figuras representadas de baixo para cima, ou em escorço), e conhecendo a tradição da pintura bolonhesa e veneziana, sendo influenciado particularmente por Veronese. Passou por Gênova e deixou várias obras, destacando-se a Prédica de São Francesco Xavier para a Igreja de Jesus local, bem como realizou encomendas para outras cidades. Para Grazzano d'Asti pintou uma Morte de São Francisco Xavier, para Milão, os Últimos votos de San Fedele, e para Romano di Lombardia, um Cristo entre os Doutores. Fixando-se em Mondovì em 1676, interveio nas reformas da Igreja de São Francisco Xavier e realizou pinturas murais, pintando uma falsa cúpula e outros elementos arquitetônicos na técnica ilusionística que o tornaria famoso. Sua obra foi admirada e valeu-lhe um convite do Duque de Savoia para decorar a nave da Igreja dos Santos Mártires em Turim, realizando um grande ciclo de afrescos que foi destruído na reforma da igreja no século XIX. Na mesma cidade atendeu encomendas do teatro e do Colégio dos Nobres, pintando ainda duas telas enviadas para a igreja jesuíta de Alexandria e fazendo projetos arquitetônicos para igrejas em Savona e Novara.

### Mudança para Roma e consagração

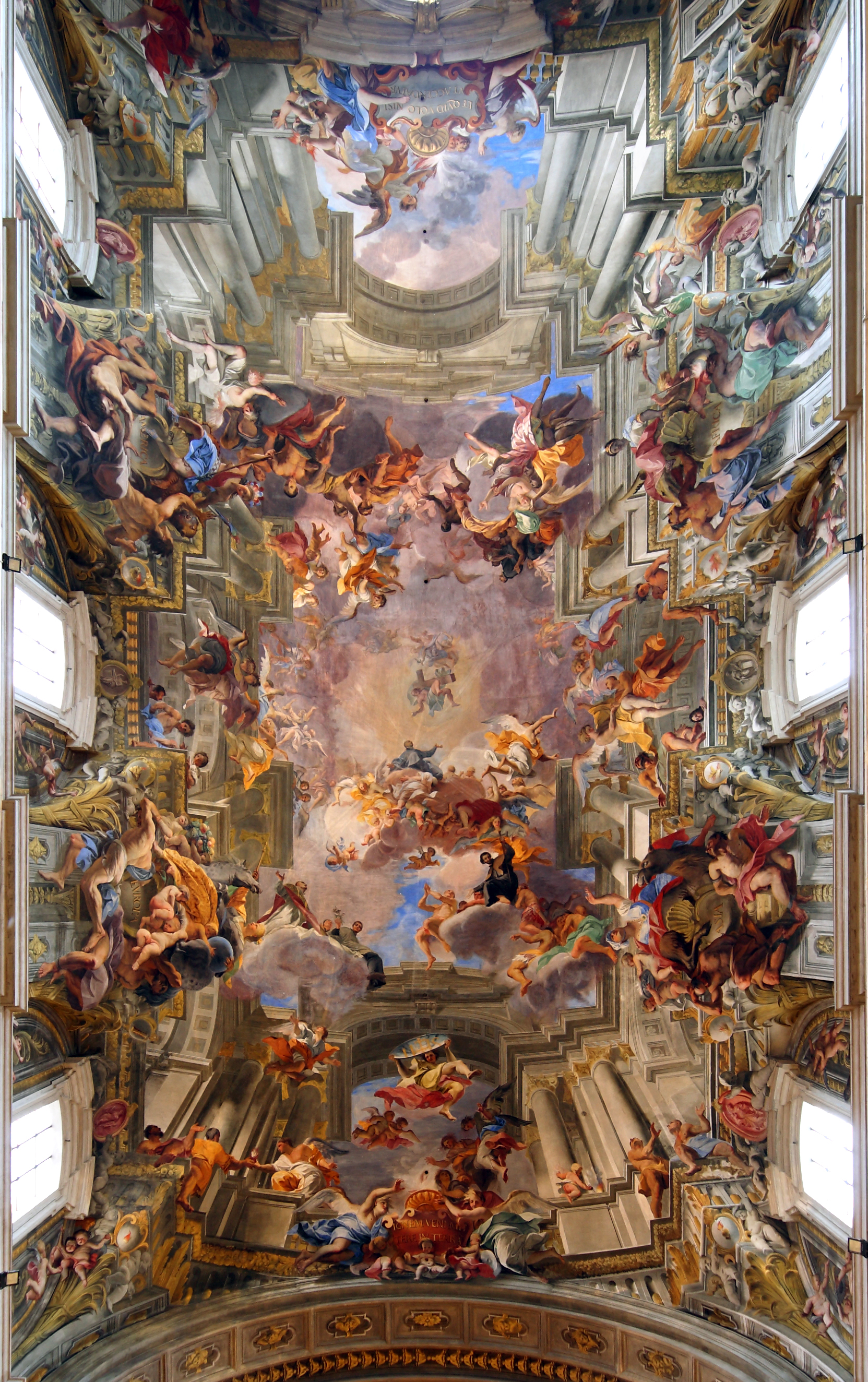
A Glorificação de Santo Inácio, Igreja de Santo Inácio em Roma.

Nesta altura seu talento já era amplamente reconhecido e sua técnica fazia sensação. Recomendado por Carlo Maratta, foi chamado a Roma em 1680 pelo Geral dos jesuítas, Padre Giovanni Paolo Oliva, a fim de decorar a Igreja de Santo Inácio de Loyola, que, embora inaugurada em 1642, ainda estava praticamente nua. Contudo, sua viagem foi morosa. Passou primeiro por Milão, recebendo incumbências de parentes do Papa Inocêncio XI e outros dignitários, e depois passou por Como, deixando uma tela na Capela Odescalchi na Igreja de São João Pedemonte. Voltou a Milão para pintar uma tela para a Igreja de São Simpliciano, e quando finalmente chegou em Roma, em 1681, Oliva havia falecido, e os planos do seu sucessor eram outros.
Passou seus primeiros meses envolvido em trabalhos domésticos e pastorais com seus confrades, e sua primeira tarefa artística foi a criação de um aparato cênico para a Congregação dos Nobres da Igreja de Jesus. Na época também fez obras menores e projetos de retábulos para igrejas em Cuneo e Ascoli, além de conhecer a produção de Pietro da Cortona, uma forte referência em seus trabalhos posteriores. Em 1684 a Duquesa regente de Savóia, Maria Giovanna, convocou-o para decorar uma galeria em seu palácio. O Geral liberou Pozzo, mas este, não desejando voltar, secretamente apelou ao Papa, que concordou com sua permanência em Roma para dedicar-se exclusivamente a trabalhos de natureza sacra.
Depois recebeu uma encomenda mais importante, a de terminar a decoração, iniciada por Giacomo Borgognone, do teto e paredes de um corredor, na Casa Professa anexa à Igreja, que interligava os aposentos onde vivera o fundador da Ordem,  e que haviam sido transformados em capelas. O formato do corredor impedia a composição de uma cena unificada, e assim Pozzo decidiu dividir os espaços em pequenas cenas narrando episódios da vida de Santo Inácio de Loyola. Em 1865 decorou uma capela no Palácio do Colégio Romano anexo à Igreja de Santa Balbina e recebeu uma encomenda de pintar a cúpula da Igreja de São Sebastião em Milão, que rejeitou.
Seu trabalho seguinte foi a participação em um concurso para resolver o problema da cúpula jamais terminada da Igreja de Santo Inácio. Ofereceu como solução, em vez de uma cúpula verdadeira, simular uma com pintura em um teto plano. A conselho de Mattia de' Rossi, então arquiteto da Basílica de São Pedro, a proposta de Pozzo foi aceita, apesar das zombarias dos outros concorrentes, que não acreditavam no sucesso de um tal projeto. O esboço preparatório foi apresentado em junho de 1685, sendo considerado "belíssimo e engenhoso". Entretanto, sendo executada em sua versão definitiva sobre uma tela, colada ao teto, em poucos anos a pintura escureceu e se tornou indistinta. Neste meio-tempo, ocupou-se decorando a tribuna com afrescos ilustrando momentos marcantes dos primeiros tempos da Companhia de Jesus, incluindo uma grande cena na abside onde mostrou a episódio da aparição de Cristo a Santo Inácio em La Storta.
Foi a partir do sucesso desta composição que os jesuítas decidiram encarregar-lhe a decoração do teto da nave. Para iniciar o trabalho, em 1688, Pozzo teve de destruir a decoração existente, realizada apenas em estuque branco, mas o gesto lhe valeu tantas críticas que os padres temiam sair às ruas com receio de serem afrontados pelo povo. O trabalho não obstante prosseguiu e acabou se tornando sua obra mais ambiciosa e a mais celebrada, intitulada A Glorificação de Santo Inácio, uma vasta comemoração da vocação missionária dos jesuítas, inaugurada ao público em 1694, num evento que contou com a presença do Papa.

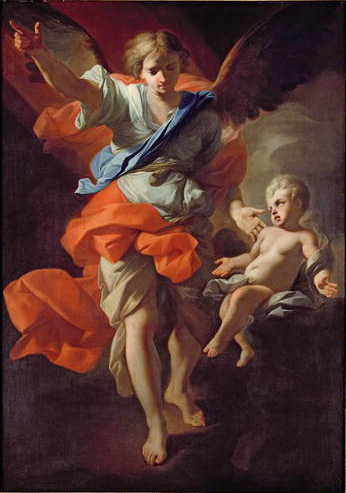
Anjo da guarda, c. 1685-1694

Não obstante a imensa quantidade de trabalho envolvido na decoração da Igreja de Santo Inácio, Pozzo, cuja rapidez na execução de pinturas se tornou famosa, realizou ao mesmo tempo inúmeras outras encomendas, sempre ajudado, naturalmente, por discípulos e outros empregados. Entre elas podem ser citados vários retratos de personalidades distinguidas, como o Cardeal Giuseppe Renato lmperiali, o Padre Pietro Pinamonti e o Geral Tirso González de Santalla, bem como telas sacras para as igrejas de São Francesco Xavier em Sansepolcro, a Colegiada de Maria Assunta em Valmontone, o Oratório dos Banqueiros e Mercadores na Igreja dos Santos Mártires de Milão, a biblioteca do Colégio Germânico e Húngaro anexo à Basílica de São Apolinário de Roma, e a Igreja de São Pantaleão, também em Roma. Projetou o altar-mor da Igreja de São Sebastião em Verona, desenhou a planta da igreja de Santa Maria delle Grazie alle Fornaci em Roma, e em colaboração com Antonio Colli realizou afrescos para os refeitórios do convento dos mínimos de Trinità dei Monti e de Santa Úrsula. Além disso tudo, dava aulas de pintura e arquitetura no Palácio do Colégio Romano e trabalhava na elaboração de seu tratado teórico Perspectiva Pictorum et Architectorum, dedicando-o ao Imperador Leopoldo I, que se tornaria uma referência para gerações de outros artistas. Com a renda de suas encomendas, pôde mandar imprimir em 1693 o primeiro volume da obra.
Em 1695 foi indicado para realizar o projeto arquitetônico e a decoração do altar a Santo Inácio, localizado no braço esquerdo do transepto da Igreja de Jesus. A sua construção foi cercada de intrigas e disputas, chegando ao ponto de Pozzo desejar abandonar tudo, mas por fim o resultado foi brilhante. Como era seu hábito, enquanto se desincumbia deste projeto, aceitou várias outras encomendas, notadamente várias peças para o Colégio Inglês, um projeto para a reconstrução da Igreja de Santo Apolinário, projetos para duas fachadas da Basílica de São João de Latrão, enviou projetos para igrejas jesuítas em Dubrovnik e Mazara del Vallo, concebeu e em parte realizou, em colaboração com Antonio Colli, um ciclo de afrescos e telas para Frascati, projetou um altar na capela de São Luís Gonzaga na Igreja romana de Santo Inácio e pintou afrescos sobre o mesmo santo no teto do transepto da mesma igreja.
Em 1700 apareceu a segunda parte de seu tratado, dedicada ao futuro Imperador José I, e projetou o colégio de São Vigílio em Siena. Nos anos seguintes fez diversas outras obras. Dirigindo-se para Montepulciano, retomou a reforma da igreja jesuíta, que estava suspensa, e afrescou o salão do Palácio Contucci. Pintou uma falsa cúpula para a Abadia de Santa Flora e Santa Lucila em Arezzo e um retrato do Cardeal Ruffo, já de volta a Roma.

### Viena e os anos finais
Em 1702 foi convidado para trabalhar em Viena, mas o Papa recomendou-lhe que voltasse logo para decorar a Basílica de Santa Maria dos Anjos e dos Mártires, o que acabou não realizando. Durante a viagem passou por Montepulciano, Florença, Pistóia, onde deixou um retábulo na Igreja de Santo Inácio, e Trento, onde pintou vários retratos de nobres e amigos, além de projetar uma igreja a ser dedicada a São Francisco Xavier.
Chegou em Viena somente em 1703, de imediato se tornando um protegido do Imperador. Sua primeira encomenda foi a decoração da Igreja de São Pedro, mas estando a estrutura ainda incompleta, acabou realizando apenas uma pequena parte da ideia original, que mais tarde foi substituída por outras pinturas. Para a corte projetou cenografias para festas e representações teatrais, decorou salas dos palácios imperiais e projetou um altar para a capela do Palácio de Schönbrunn. Para a igreja anexa à Casa Professa dos jesuítas, projetou o altar-mor. Todas essas obras já não existem. O que sobrevive, porém, é importante, destacando-se a reforma e decoração da igreja jesuíta anexa à Universidade de Viena e afrescos no Palácio Liechtenstein. Decorou também palácios e igrejas em Liubliana e em Bratislava, em 1705 criou aparatos cênicos para as exéquias do Imperador, e entre 1706 e 1707 projetou o altar-mor da igreja franciscana de Viena, entre várias outras realizações.
A morte o colheu em 31 de agosto de 1709 em Viena, quando se preparava para viajar a Veneza a fim de atender outras encomendas. Foi sepultado na igreja dos jesuítas que ele decorara.

## Obra

### Contexto

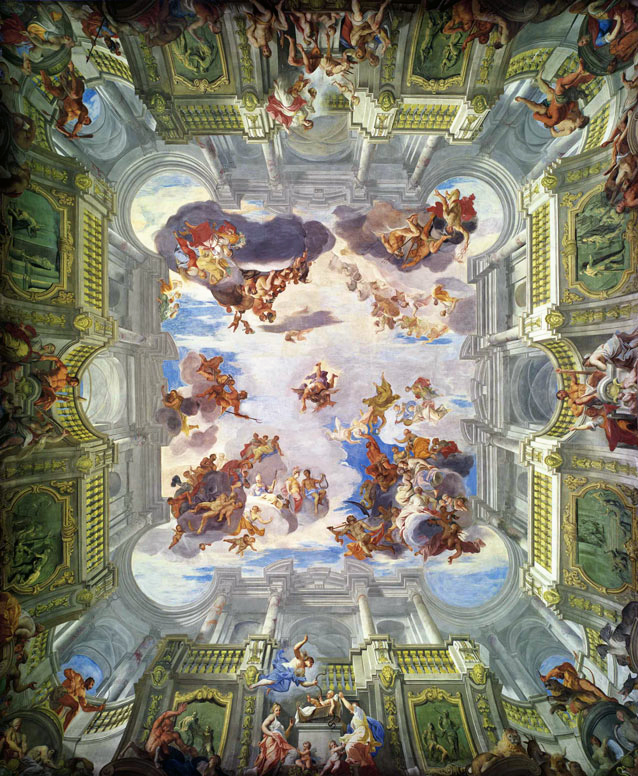
A Apoteose de Hércules, salão nobre do Palácio Liechtenstein em Viena

Andrea Pozzo viveu durante o período Barroco, na área de influência da Igreja Católica. O Barroco é considerado, entre outras coisas, uma correspondência artística do absolutismo e da Contra-Reforma, caracterizando-se por ser uma continuidade e ao mesmo tempo uma oposição à herança clássica revivificada pelos humanistas do Renascimento. Embora seja uma sequência ininterrupta do período anterior no que diz respeito ao apreço pela tradição clássica, o Barroco se distingue do Renascimento e a ele se opõe por sua preferência por formas exuberantes, voluptuosas, dinâmicas e dramáticas, com forte tendência ao uso de materiais suntuosos e com uma concepção unificada da decoração de interiores, com vistas à obtenção de um efeito de conjunto impactante, teatralizado e arrebatador. Como disse Sevcenko, nenhuma obra de arte barroca pode ser analisada adequadamente desvinculada de seu contexto, pois sua natureza é sintética, aglutinadora e envolvente. As mudanças introduzidas pelo espírito barroco se originaram, pois, de um profundo respeito pelas conquistas das gerações anteriores, e de um desejo de superá-las com a criação de obras originais, dentro de um contexto social e cultural que já se havia modificado profundamente em relação ao período anterior.
Como um reflexo do absolutismo, o Barroco atendia perfeitamente às necessidades políticas dos poderosos, ilustrando e justificando sua ambição de glória, grandeza e esplendor. Como fruto da Contra-Reforma, as características distintivas do Barroco se revelaram um utilíssimo instrumento político nas mãos da Igreja. Ao contrário do racionalismo, da moderação e do equilíbrio típicos do Renascimento, a arte contra-reformista enfatizou uma devoção passional e buscou seduzir o público com obras que apelavam para uma visualidade retórica, espetacular e movimentada, mas criadas de modo a serem facilmente compreensíveis pelo povo inculto. Tinha, pois, um fundo pedagógico, mas também um objetivo proselitista, visando reconquistar territórios e fiéis perdidos para o movimento Protestante, cujos ideais eram bem diferentes dos católicos, rejeitando entre outras coisas o luxo das igrejas e o culto às imagens.
Desde o Renascimento haviam começado a aparecer publicações tratando de teoria e técnica de desenho de perspectiva, um modo de representação bidimensional de espaços tridimensionais. Essas pesquisas foram aprofundadas durante o Barroco, resultando em uma mudança na concepção do espaço, que, de assistemático e heterogêneo assumiu uma feição unificada e estritamente científica, baseada em demonstrações experimentais com o auxílio de novos instrumentos ópticos então desenvolvidos. O reflexo disso foi o estabelecimento de um debate, do qual participaram cientistas, filósofos e artistas, a respeito das relações entre os fatos evidenciados pela observação direta do espaço real e os problemas derivados da sua representação bidimensional. Entre os tópicos dessa discussão estava o caráter e papel da ilusão na representação artística, um dilema que tinha um fundo ético, já que a tradição clássico-renascentista afirmava que ver é conhecer. Pozzo participou da polêmica adotando sem reservas os recursos oferecidos pela ilusão, como maneira de aumentar a eficiência do programa ideológico embutido na representação. Para ele "a arte da perspectiva, com maravilhoso deleite, de fato engana o olho, o mais sutil de nossos sentidos exteriores, e suas regras devem absolutamente ser conhecidas de todos (os artistas)".

### Obras principais

#### Perspectiva Pictorum et Architectorum

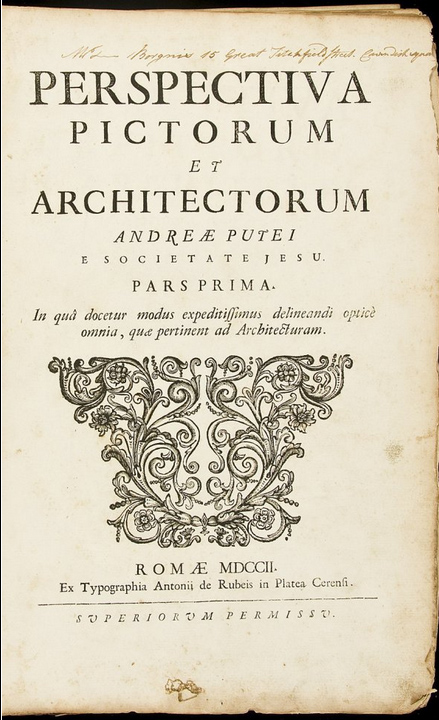
Capa do tratado em edição de 1702

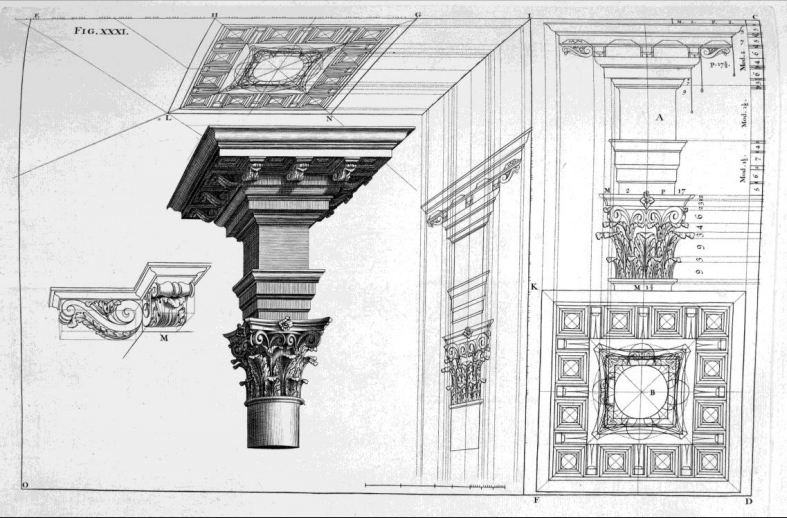
Uma ilustração do tratado

O famoso tratado teórico de Pozzo foi publicado em duas partes entre 1693 e 1700, tratando das regras da perspectiva na arquitetura e artes plásticas. O texto bilíngue foi escrito em latim e italiano e suas mais de duzentas ilustrações foram gravadas em sua maioria por seu discípulo Vincenzo Mariotti. Na verdade, os dois volumes foram concebidos como obras independentes. O primeiro atraiu atenção de imediato e foi amplamente divulgado; o segundo desencadeou uma resposta menos intensa, pois continha basicamente uma versão resumida do seu método e muitas ilustrações de projetos seus, mas a obra em seu conjunto resultou em inúmeros comentários, reedições e traduções, incluindo duas para o chinês, exercendo uma influência tão vasta que tocou as Américas e o Oriente, um fenômeno explicável em boa parte pela sua excelente didática e pelo impacto espetacular de suas concepções visuais.
Depois de um prefácio histórico e uma alegoria que convida ao estudo da arquitetura, o primeiro volume inicia com exercícios elementares para desenho de um quadrado em perspectiva. Seguem-se exercícios mais complexos, para a perspectivação de seções de elementos arquitetônicos, como altares, colunas, arcadas e capitéis, bem como oferece exemplos de decorações cenográficas ilusionísticas. O volume encerra analisando tecnicamente sua grande composição no teto da Igreja de Santo Inácio. O segundo volume recapitula as regras apresentadas no volume anterior, mas introduz outros exercícios bastante complexos, ilustra a construção de altares e igrejas através de exemplos concretos e dá várias ilustrações de projetos fantasiosos que jamais foram construídos. A obra também inclui instruções sobre a técnica do afresco, desde a preparação da parede e dos pigmentos, aplicação do reboco e finalmente a pintura propriamente dita.
O autor comenta no prefácio as técnicas usadas até sua época, dando vários exemplos de obras produzidas por importantes artistas e arquitetos, como Vignola, Borromini, Scamozzi e Palladio. Embora ele não admita no texto ter derivado seu próprio sistema da herança recebida, certamente ele estava familiarizado com o avanço dos estudos até então. De qualquer modo, sua abordagem foi inovadora, descartando elucubrações excessivamente abstratas e entrando no assunto com objetividade e clareza. Com isso sua obra assume o caráter menos de uma dissertação acadêmica e mais de um manual prático, embora seja implícito que não era dirigido a iniciantes. Ademais, introduziu novas formas de se criar a tridimensionalidade de seções e elevações arquitetônicas e projetar grades derivadas do ponto de fuga para auxílio do desenho, além de criar um método novo de se projetar o interior do hemisfério de uma cúpula em uma superfície plana. Embora use regras matemáticas para tal, ele também empregou noções puramente empíricas, derivadas das formas como o olho percebe a tridimensionalidade e a sua ilusão.
Sua concepção utiliza basicamente um único ponto de fuga centralizado. O teto de Santo Inácio exemplifica o sistema. Isso tinha implicações metafísicas, como fica explícito na passagem no início da obra em que diz: "Diligente leitor, inicia teu trabalho com alegria e com o desejo de converter todos os teus esforços para o único ponto verdadeiro, a glória de Deus". Na ideologia católica, Deus é a única fonte do verdadeiro conhecimento, e o ponto de fuga único tanto estruturava toda a composição como, em movimento reverso, indicava para o espectador onde se colocar para que a ilusão de tridimensionalidade real funcionasse com toda sua força, um ponto que era de hábito marcado no chão com uma pedra distinta ou uma placa metálica. Deste ponto, e somente deste, o espectador podia obter o pleno conhecimento veiculado pela cena representada, que invariavelmente tinha um objetivo catequético, enquanto que se a contemplasse de outros pontos, o resultado era distorcido em uma anamorfose, apresentando visual e simbolicamente o perigo da escolha de uma crença errônea. No caso das falsas cúpulas o ponto de fuga era também colocado no eixo central, mas em um posição elevada neste eixo, como no caso de S. Francisco Xavier, o que criava um efeito mais espetacular por criar a ilusão tridimensional à medida que o espectador se aproximava, e não quando ele estivesse diretamente abaixo da cúpula. O'Toole complementa a ideia dizendo:
"O espectador era posicionado dentro do sistema perspectívico somente para ser convidado a se mover pelo espaço, destruindo, revelando e finalmente compreendendo a ilusão. A união de verdade e ilusão para Pozzo tinha um objetivo nitidamente religioso. O momento do descortinar da ilusão perspectívica era concebido para criar o efeito de uma revelação miraculosa, um momento ritual simbólico que expandia no tempo o momento presente".

#### Igreja de São Francisco Xavier em Mondovì

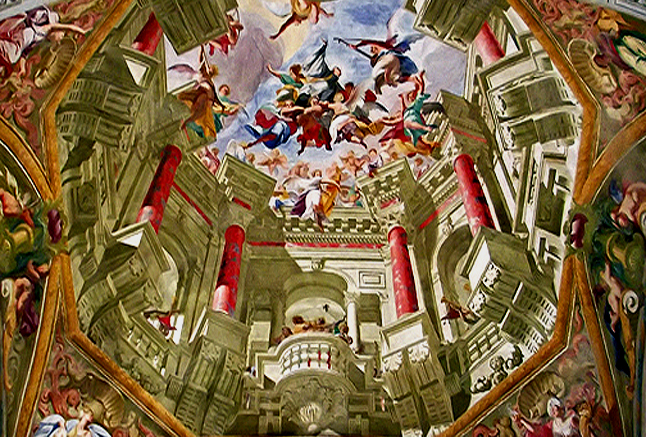
A falsa cúpula de S. Francisco Xavier

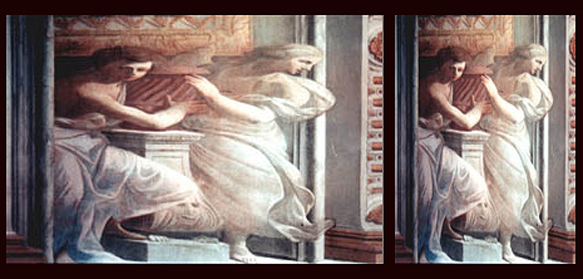
Detalhe da decoração do corredor da Casa Professa dos jesuítas em Roma. A imagem à esquerda é uma visão frontal da pintura, a da direita é o efeito obtido quando o observador olha a pintura a partir do local indicado pelo artista, assinalado com uma pedra negra no chão

A decoração que deixou na abside e teto desta igreja foram as primeiras composições importantes de Andrea Pozzo, realizadas a partir de 1676. A obra principal está no teto e ilustra a Apoteose de São Francisco Xavier. Consiste em uma cúpula fictícia, com forma octogonal e balcões, colunas e arcadas em projeção. Ao centro a arquitetura se interrompe e abre para o céu, onde se vê o santo sendo carregado para o alto por um grupo de anjos. O espaço é relativamente pequeno e a obra não é especialmente grandiosa, a composição é compacta e tem poucos personagens, mas tem força e é eficaz em seu efeito de tridimensionalidade pelo hábil uso da perspectiva e dos contrastes de luz e sombra tão caros aos barrocos. São evidentes as influências dos experimentos arquiteturais de Borromini e Guarini, mas a concepção básica do sistema de Pozzo, que mais tarde ele iria aperfeiçoar e levar ao seu apogeu em Roma, já é manifesta. No chão, como foi seu hábito, assinalou um local exato para a ilusão de apresentar efetiva, quando as linhas da arquitetura real da igreja se conjugam com as pintadas em um todo coerente. Porém, quando o observador perambula pela nave a imagem se distorce a ponto de se tornar ameaçadora: as colunas se deformam, a cúpula parece cair e o altar abaixo parece irreal. A obra recebeu críticas em sua época como uma aberração sensacionalista, e pessoas impressionadas diziam temer que o teto de fato viesse abaixo, ao que o artista respondia, bem-humorado, que pagaria de seu bolso a reconstrução da cúpula se ela desabasse. Mesmo assim, a obra foi grandemente apreciada pelos conhecedores e lhe valeu um convite para trabalhar para o Duque de Savoia.

#### Corredor da Casa Professa em Roma
Sua primeira obra importante em Roma, tem a singularidade de ser realizada em um espaço difícil de administrar em termos pictóricos. Não podia criar uma imagem unificada, e dispôs cenas da vida de Santo Inácio em uma série de cenas separadas por molduras, festões e anjos. Num espaço relativamente estreito, com sua técnica de ilusionismo ampliou eficientemente suas dimensões aparentes. Uma descrição da composição, feita pelo padre Thomas Lucas, é sugestiva do efeito obtido:
"Ande até o fim do corredor e olhe em volta. Você vai descobrir que os raios de luz do teto, que parecem retos, são em realidade curvos, que os querubins nas paredes são distorcidos, que a profunda capela na extremidade do corredor é de fato pintada sobre uma parede plana. Quando você se desloca de novo até o centro do corredor, a perspectiva entra no foco. Pozzo uniu exatidão mecânica com uma desenvolta confiança em sua arte e um profundo amor por seu sujeito, Santo Inácio".

#### Igreja de Santo Inácio em Roma
Capela-mor

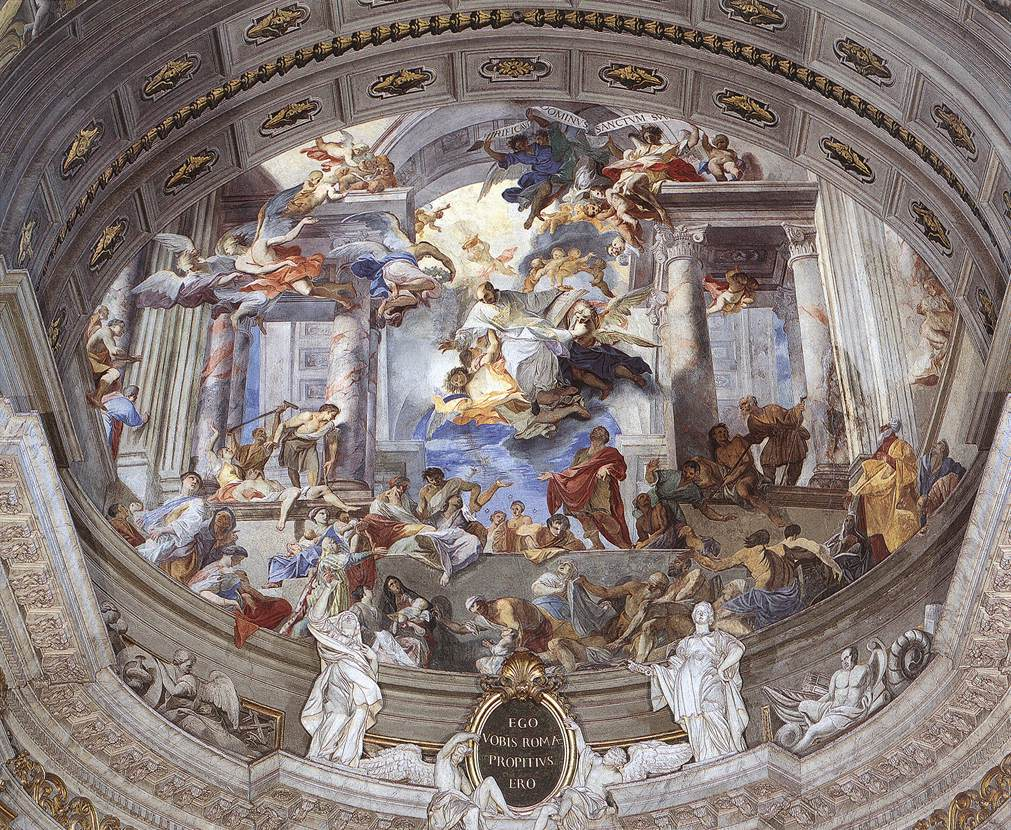
Abside da Igreja de Santo Inácio

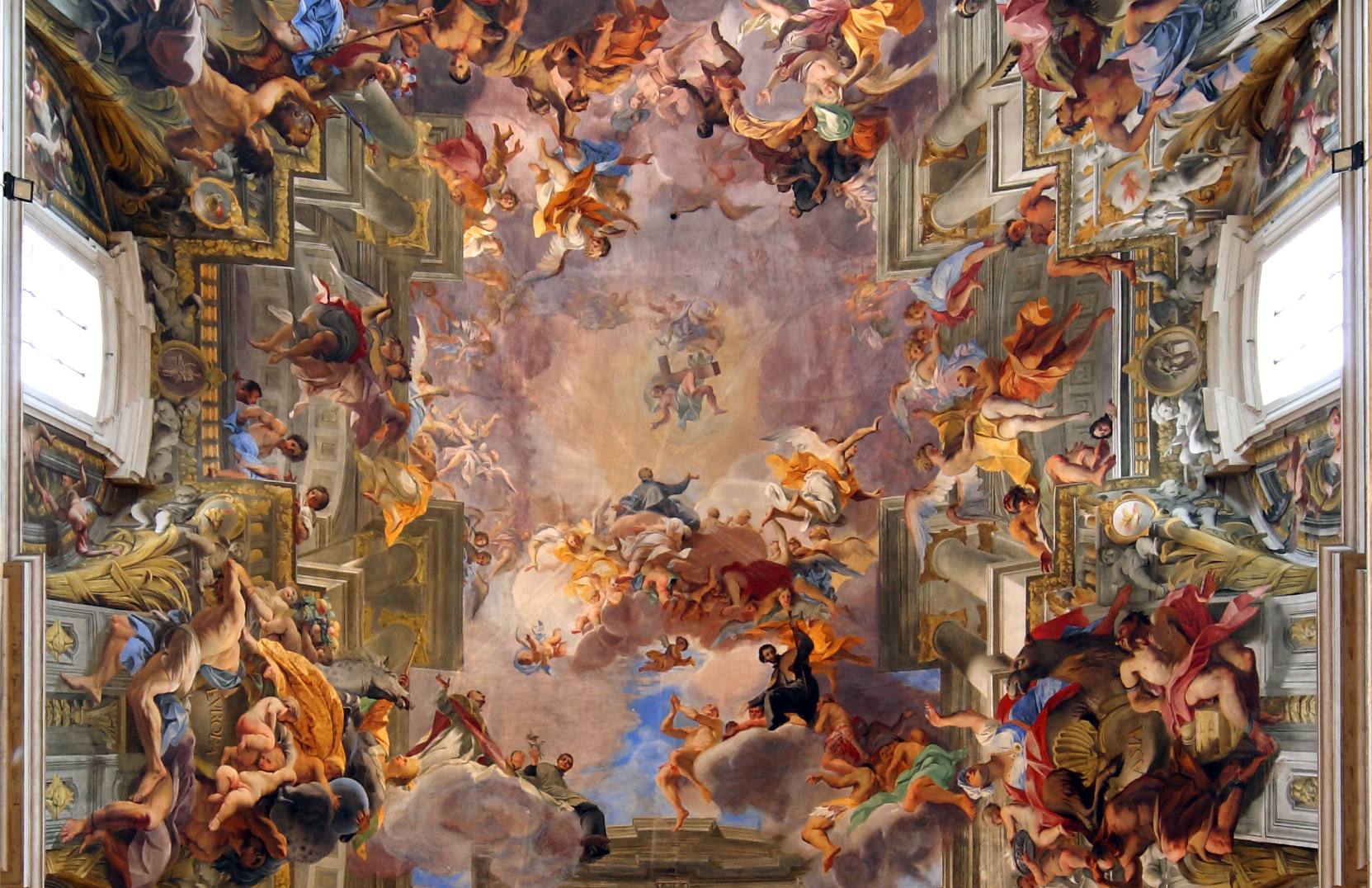
Detalhe do teto da nave

A capela-mor da igreja recebeu vários painéis pintados por Pozzo. A cena principal mostra Santo Inácio protegendo os aflitos e comemora a aparição de Cristo ao santo em La Storta, quando lhe foi dito que sua missão seria favorecida em Roma. O episódio é decisivo na carreira do santo, e sua importância é evidenciada por sua apresentação na cúpula da abside, logo acima do altar-mor. Seu estilo, bem como a iconografia escolhida para os painéis laterais na tribuna, eram inovadores, e foram recebidos com entusiasmo pelos jesuítas, embora a presença de cenas cruentas como a de Joel matando Sísera e Sansão matando mil homens com uma queixada de cavalo tenha gerado piadas entre a população, que dizia que "quem quisesse comprar boa carne deveria se dirigir a Santo Inácio, onde haviam aberto quatro novos açougues".
Teto da nave
O teto de Santo Inácio, ilustrado em sua forma completa na seção biográfica, é consensualmente considerado sua obra-prima em pintura, e o próprio autor tratou dela em sua obra teórica, indicando o valor que lhe dava. A cena mostra a apoteose de Santo Inácio. Ao centro está Cristo, e para ele convergem todas as linhas de fuga da composição. Ele emite raios de luz para o coração do santo, que está logo abaixo, e que por sua vez a irradia para os quatro cantos da Terra. A arquitetura real se funde à simulada com grande efeito de conjunto, aproveitando a luz que entra pelas janelas e fazendo o teto parecer se abrir para o céu em uma vasta visão gloriosa. A cena é povoada por miríades de anjos, santos e figuras alegóricas, umas parecendo voar, outras parecendo se precipitar do céu, e a arquitetura ilusionística não parece oferecer-lhes qualquer segurança. Em determinado ponto do chão abaixo, há uma placa metálica indicando o local exato onde deve se colocar o observador para que a ilusão de tridimensionalidade seja perfeita, e é o ponto onde a massa de formas adquire sentido e a ordem substitui a insegurança. O efeito obtido duplica a altura aparente da nave, e segundo a narrativa deixada por Battisti, 
"o efeito da ilusão é tão convincente que o espaço literalmente suga o observador e o incorpora aos eventos mostrados na pintura. Através da contemplação das figuras pintadas no teto, o corpo físico do observador como que perde peso e é atraído para o céu através de uma descrição artística de uma verticalidade até então inédita; o observador é capturado por um arroubo de beatitude, cuja meta e ponto final é a figura de Cristo.... a inteira composição pode ser comparada a um remoinho centrífugo que nos faz perder a consciência, transporta-nos para a eternidade e nela nos ancora".
Embora esta descrição possa parecer excessivamente emocional para a mentalidade contemporânea, e o público atual, acostumado a efeitos visuais ainda mais impressionantes através do cinema e televisão, possa permanecer mais indiferente, segundo Andrzej Piotrowski o impacto que a obra causou em sua época deve ter sido visceral e, para alguns, aterrador. Muito mais do que um feito artístico virtuosístico, era um sinal visível da efetiva comunicação entre o mundo terreno e o mundo transcendente. Todo esse conjunto concorre para enaltecer a vocação missionária da Companhia de Jesus e suas notáveis conquistas pelo mundo, sendo um exemplo paradigmático da concepção propagandística da arte barroca católica e em especial daquela patrocinada pelos jesuítas, que viam a si mesmos acima de tudo como missionários. A obra, além de suas superlativas qualidades intrínsecas, tem uma importância simbólica especial, estando localizada na principal igreja dedicada ao fundador da Ordem. Para Andrzej Piotrowski, o espaço de representação da igreja "é um dos mais refinados produtos das tecnologias de pensamento da Contrarreforma, sendo um local privilegiado para o devoto aprender como afastar as dúvidas religiosas e restabelecer a verdade à luz da Igreja Católica", sendo o conhecimento de Pozzo o instrumento que tornou isso possível. Para o pesquisador, as suas composições nesta igreja são uma perfeita ilustração dos Exercícios Espirituais de Santo Inácio:
"Tanto os Exercícios como esta igreja foram concebidos com uma aguda compreensão de como as pessoas respondem a estímulos emocionais e perceptivos. Enquanto que os Exercícios foram concebidos para o treinamento de uma elite intelectual de líderes, a arte e a arquitetura forneciam as ferramentas para a reforma do pensamento das massas do povo. Este tipo de tecnologia representacional nasceu da sutil estratégia contra-reformista e se provou utilíssimo onde grassava uma diversidade de sistemas de pensamento simbólico e liberdades políticas, como nas regiões onde proliferavam os hereges".

#### Altar de Santo Inácio na Igreja de Jesus em Roma

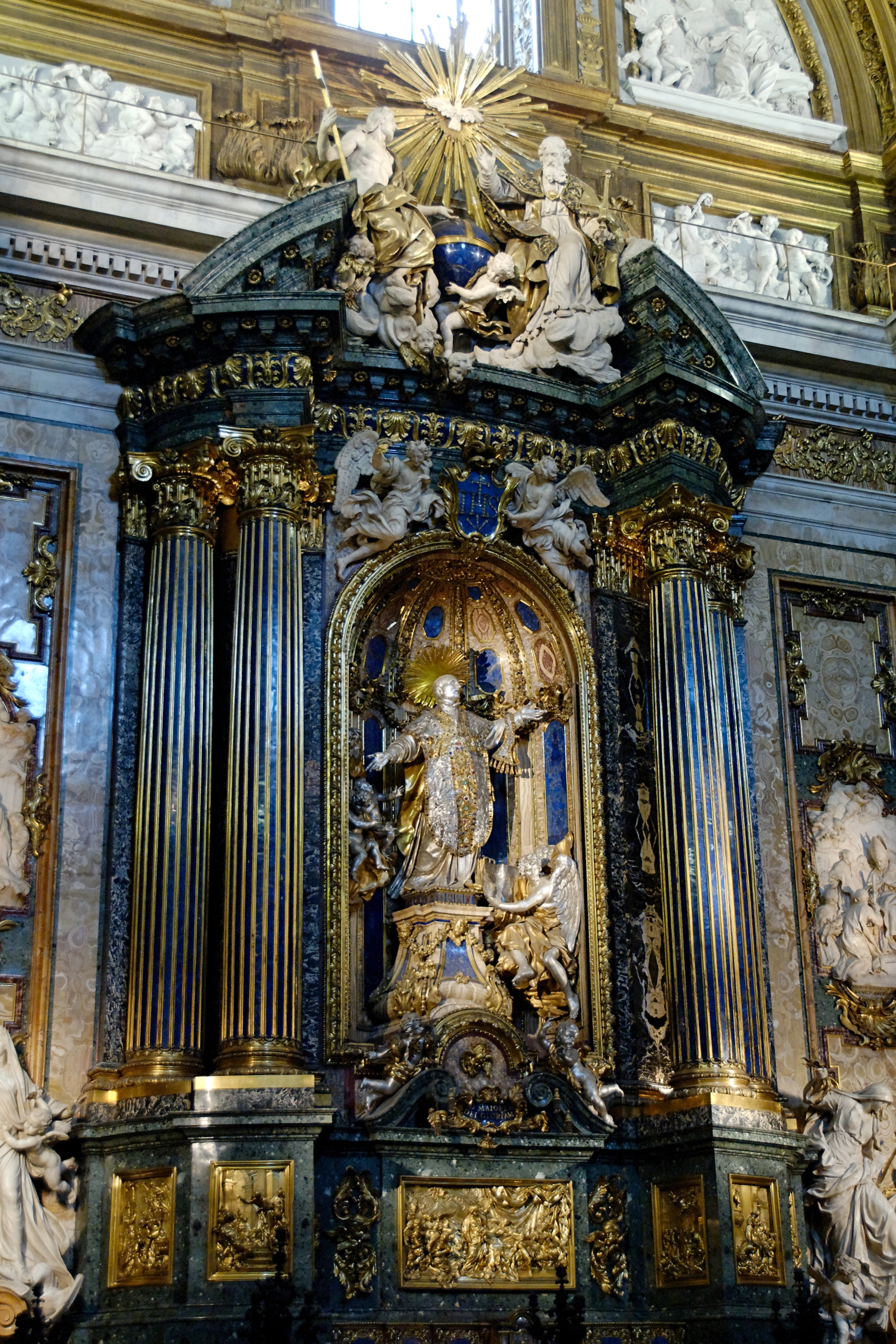
O altar a Santo Inácio

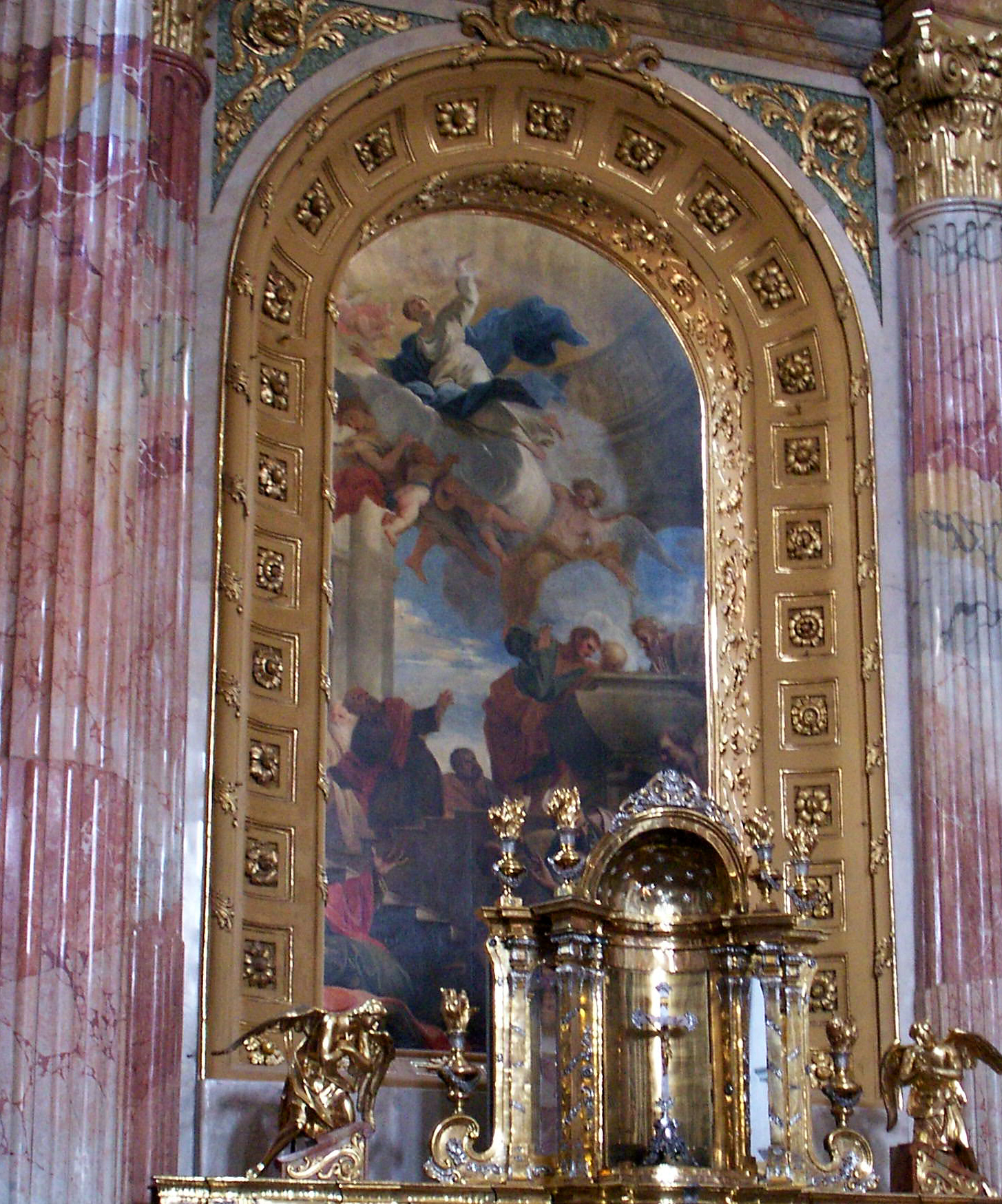
Assunção da Virgem, altar-mor da Igreja jesuítica de Viena

Originalmente a capela do transepto esquerdo da igreja era dedicada à Crucificação, e pertencia aos descendentes do cardeal Silvio Savelli. Seu altar era uma estrutura imponente, desenhada por Giacomo della Porta, mas não havia sido concluída, e passou muitos anos neste estado até que voltasse às mãos dos jesuítas. Em 1622, quando Inácio foi canonizado, seus despojos foram depositados ali, sob uma tela de Antoon van Dyck pintada para a ocasião. Pouco mais tarde as relíquias do santo foram transferidas para uma rica urna criada por Alessandro Algardi, mas os jesuítas desejavam honrar seu fundador com algo ainda mais grandioso, e em 1646 decidiram reformar a capela. Após muitas delongas, disputas e projetos abortados, a obra finalmente se tornou viável com a entrada de vultosas doações e a concordância dos antigos proprietários do monumento, em troca de favores papais. Quando Pozzo foi indicado para conceber um novo conjunto, iniciaram mais disputas e foi organizado um concurso. Ele acabou confirmado, mas os atritos entre as autoridades envolvidas se tornaram tão intensos que o artista ameaçou retirar-se. Por fim o Geral, Tirso González, reafirmou Pozzo irrevogavelmente como encarregado e proibiu novos debates. Pozzo projetou a estrutura do altar e para a realização das esculturas decorativas organizou um concurso em separado, convocando nomes célebres que expuseram seus projetos na Galeria Farnese. Para esculpir a peça mais importante, a estátua do santo, foi escolhido Pierre Le Gros, o Jovem.
O altar foi adornado com riquezas excepcionais mesmo para os padrões barrocos, a iniciar pela própria estátua do santo, em tamanho acima do natural, toda em prata, com um peso de seiscentas libras, com a casula cravejada de pedras preciosas, além de sua moldura arquitetônica empregar mármores raros, bronzes dourados, alabastro e as maiores peças de lápis-lazúli então conhecidas, sendo complementada com outras estátuas revestidas de prata e dois grandes grupos escultóricos laterais em mármore branco. A decoração, como era a praxe barroca, foi programada para exercer um poderoso efeito de movimento e drama, objetivando provocar espanto, admiração e aprovação. Para realçar o efeito cênico do conjunto foi aberta na parede traseira uma pequena janela exatamente no nível da cabeça da estátua, e a luz era captada por espelhos que a direcionavam para a face e sua auréola dourada, criando um efeito irradiante. Em acréscimo, foi concebido um mecanismo que possibilitava ocultar a imagem dentro do nicho do altar atrás de um painel pintado, e em ocasiões especiais a estátua era desvelada triunfalmente.

#### Igreja jesuíta de Viena
A obra mais grandiosa deixada em Viena foi a reforma e decoração da igreja jesuíta, atualmente incorporada à Universidade de Viena. Intervindo na fachada, acrescentando as torres sineiras e reformando radicalmente estruturas no interior, incluindo baldaquinos nas capelas laterais, construiu um conjunto notavelmente unificado à moda italiana. A obra foi realizada com o patrocínio do Imperador José I. Sua fachada é elegante mas austera; contudo, o que lhe falta em luxo é compensado pelo seu faustoso interior. O que mais se destaca, entre mármores raros, bronzes dourados, pinturas e outros elementos preciosos, é o teto pintado. Ao contrário do exemplo de Roma, que possui uma única e grande cena, aqui o espaço é subdividido em seções estanques, separadas por arcadas, formando um ciclo cujo tema principal é a vitória da fé. Não são empregados efeitos ilusionísticos espetaculosos nas várias cenas que ali se encontram, salvo na falsa cúpula, que chama grande atenção e remete às que pintara em Roma e outros lugares da Itália, localizada perto da entrada. Merecem nota também a cena da Santíssima Trindade, acima do altar-mor, as telas que adornam as várias capelas laterais, embora sejam composições mais discretas. O retábulo atrás do altar-mor, com a cena da Assunção da Virgem Maria, foi a última pintura que realizou, e mostra um estilo retrospectivo que remete à pintura veneziana de Ticiano e Veronese, que fora a base inicial de sua carreira e que depois dele seria continuado por Tiepolo.

#### Salão nobre doPalácio Liechtensteinem Viena
Entre 1704 e 1708 executou um grande afresco no salão nobre do palácio do Príncipe Johann I von Liechtenstein, ilustrando A Apoteose de Hércules, que foi saudado como "a sublimação de todas as coisas terrestres". A composição em linhas gerais segue o esquema de Santo Inácio, embora menos complexa, e com o diferencial de possuir uma grande balaustrada fictícia que corre em todos os quatro lados, projetando-se vigorosamente para dentro do espaço virtual e agindo como uma moldura, continuando daí para cima até a imponente arquitetura abrir-se para o céu com belo efeito de tridimensionalidade. Traz grande número de figuras relacionadas ao mito de Hércules, narrando sua história desde a infância e culminando com o herói ao centro, no momento em que ascende ao Olimpo. Ainda mais importante do que as pinturas da igreja jesuíta de Viena, esta é considerada sua melhor pintura fora da Itália. Demonstra-se a enorme habilidade do artista em sua maturidade pela técnica muito simplificada, mas de grande eficiência visual. A obra, que originalmente foi acabada com retoques de giz colorido, encontra-se em excepcional estado de conservação.

## Legado

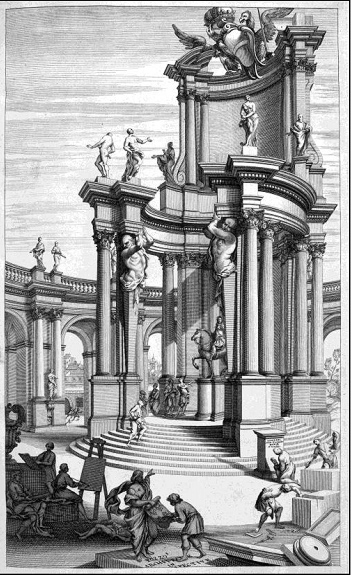
Arquitetura fantasiosa ilustrada no seu tratado teórico

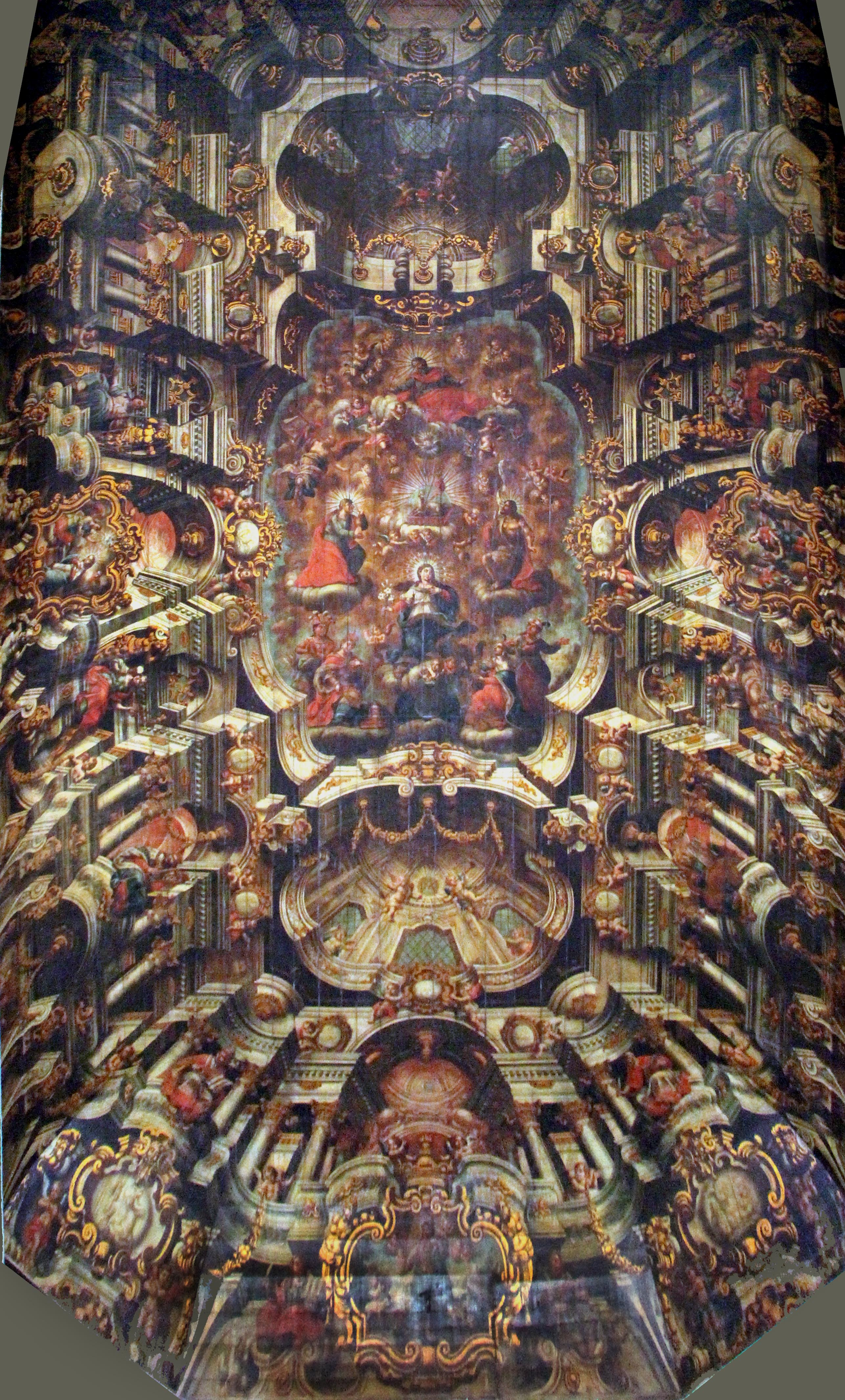
José Joaquim da Rocha: Teto da Igreja de Nossa Senhora da Conceição da Praia, Salvador, Bahia.

A produção total de Andrea Pozzo é prodigiosa, embora para suas grandes obras sempre contasse com uma equipe de auxiliares. Além de seus tetos, realizou muitas obras portáteis, como retábulos e retratos em tela. Também deixou numerosos projetos arquitetônicos para igrejas e altares que, se por um lado são belos e corretos, não são tão excitantes e ousados quando comparados às suas obras mais famosas em pintura, salvo nos casos do altar de Santo Inácio e a reforma da igreja jesuítica de Viena, antes citados com mais detalhe e considerados obras de primeira linha. Neste campo seu legado mais interessante permanece como ideia, constituído pelas ilustrações que apresentou em seu tratado teórico, onde pôde exercer com liberdade sua fantasia, servindo de inspiração para muitos outros artistas. Sua concepção de um altar com um arremate em cúpula vazada foi especialmente influente.
Seu tratado teórico, como já foi dito, influenciou gerações de arquitetos, cenógrafos, desenhistas, gravuristas e pintores. Foi traduzido para a maioria das grandes línguas europeias e foi multiplicado em obras derivadas. Fez parte de um programa de divulgação da arquitetura europeia na Inglaterra orquestrado por nomes notáveis como Christopher Wren, John Vanbrugh e Nicholas Hawksmoor. Através da transmissão dos jesuítas foi de enorme importância na Espanha e Portugal, sendo um dos modelos principais para a edificação e a pintura nesses países e, por consequência, em suas colônias americanas. Indicativo de sua penetração é o fato, apontado por Rodney Palmer, de que o que está ausente no tratado de Pozzo também falta em toda a pintura portuguesa do século XVIII. Foi decisivo para a consolidação da pintura colonial brasileira, circulando por inúmeros ateliês e dando bases para o sucesso da obra de José Joaquim da Rocha, Mestre Ataíde e vários outros pintores importantes que dele extraíram informação e inspiração. A obra continuou sendo uma das principais referências na área ao longo de todo o século XVIII e ainda hoje é considerada o melhor tratado de arquitetura do período Barroco.
Giuseppe Castiglione (1688–1766), seu discípulo, viajou à China em 1715 e lá permaneceu por cinquenta anos atuando como pintor na corte imperial, introduzindo as técnicas do ocidente. Em colaboração com Nian Xiyao, Castiglione traduziu o Perspectiva para o chinês em 1729, que gerou um volume de comentários do próprio Xiyao, intitulado Shixue, que fez o caminho reverso e chegou à Europa, sendo traduzido duas vezes para o francês como Leçons de perspective. Da China o livro de Pozzo foi introduzido no Japão, onde influenciou a tradição da xilogravura até o século XIX, como transparece nas obras de Hokusai e Hiroshige.
Suas pinturas ilusionísticas repercutiram intensamente sobre seus contemporâneos e criaram também vasta escola por si mesmas. Seu decantado teto de Santo Inácio, na apreciação dos editores do Oxford dictionary of art, é possivelmente a mais estupenda obra em seu gênero jamais criada. Seus afrescos vienenses exerceram profundo impacto sobre os pintores austríacos do Rococó, que deram seguimento à sua lição embora adaptando sua concepção perspectívica para combinar com o novo gosto da época e as novas ideias sobre ilusionismo. Da Áustria seu exemplo se transmitiu para mais longe através de muitos seguidores, chegando à Hungria, Boêmia, Morávia e Polônia. Seu sobrinho e discípulo, Carlo Mignocchi, também foi pintor de mérito e continuou as ideias do mestre na região de Trento.
Desde meados do século XX sua obra vem sendo outra vez extensamente estudada, contando-se entre as principais as contribuições de M. Marini (1959), N. Carbonieri (1961), B. Kerber (1971) e V. de Feo (1988), além de uma vasta coletânea de ensaios em dois volumes publicada em 1996. Por ocasião do tricentenário de sua morte, em 2009, várias atividades foram programadas. O Museu Diocesano de Trento, em parceria com diversas instituições e o Ministério de Bens e Atividades Culturais da Itália, organizou a primeira retrospectiva sobre a obra do artista, quando foi celebrado como a personalidade mais interessante do Barroco seiscentesco. Uma outra exposição foi apresentada no Museu Liechtenstein e a Academia de Ciências da Áustria organizou um seminário de quatro dias. No final do mesmo ano, foi realizada em Veneza uma conferência internacional intitulada Andrea and Giuseppe Pozzo in Rome, Venice and Vienna. Além das obras que deixou em igrejas, outras de suas pinturas fazem parte das coleções de grandes museus do mundo.